# Freedumb
Freedumb è l'ottavo album dei Suicidal Tendencies, pubblicato nel 1997 dall'etichetta discografica Suicidal Records per la SideOneDummy.

È stato registrato agli Ocean Way Studios e agli Skip Saylor Studios di Hollywood, prodotto da Paul Northfield e i Suicidal Tendencies, arrangiato e missato da Paul Northfield, eccetto le tracce 3, 4, 11 e 14 registrate ai Titan Studios, prodotte dai Suicidal Tendencies, arrangiate da Michael Blum, missate da Paul Northfield agli Skip Saylor Studios, e mastering di Brian Gardner ai Bernie Grundman Mastering Studios. È il primo album dopo la riunione in seguito allo scioglimento del gruppo nel 1995.La copertina è di Adam Siegel e riprende la celebre fotografia di Joe Rosenthal, Raising the Flag on Iwo Jima, scattata al termine della Battaglia di Iwo Jima, durante la Seconda guerra mondiale.

## Tracce
1. Freedumb (Mike Muir, Josh Paul, Dean Pleasants, Mike Clark) - 2:52
2. Ain't Gonna Take It (Muir, Clark, Pleasants) - 2:09
3. Scream Out (Muir) - 2:29
4. Halfway up My Head (Muir, Pleasants) - 4:01
5. Cyco Vision (Muir, Clark) - 1:49
6. I Ain't Like You (Muir) - 2:35
7. Naked (Suicidal Tendencies) - 3:56
8. Hippie Killer (Muir) - 3:10
9. Built to Survive (Muir) - 3:07
10. Get Sick (Muir, Pleasants, Clark) - 2:58
11. We Are Family (Muir, Clark) - 2:54
12. I'll Buy Myself (Muir, Clark) - 1:48
13. Gaigan Go Home (Muir, Brooks Wackerman) - 1:58
14. Heaven (Muir, Clark) - 4:13

## Formazione
- Mike Muir - voce
- Mike Clark - chitarra ritmica
- Dean Pleasants - chitarra solista
- Brooks Wackerman - batteria
- Josh Paul - basso